# Collegio uninominale Calabria - 05 (2020)
Il collegio elettorale uninominale Calabria - 05 è un collegio elettorale uninominale della Repubblica Italiana per l'elezione della Camera dei deputati.

## Territorio
Come previsto dalla legge n. 51 del 27 maggio 2019, il collegio è stato definito tramite decreto legislativo all'interno della circoscrizione Calabria.
È formato dal territorio di 71 comuni della città metropolitana di Reggio Calabria: Africo, Agnana Calabra, Antonimina, Ardore, Bagaladi, Benestare,
Bianco, Bivongi, Bova, Bova Marina, Bovalino, Brancaleone, Bruzzano Zeffirio, Calanna, Camini, Campo Calabro, Canolo, Caraffa del Bianco, Cardeto, Careri, Casignana, Caulonia, Ciminà, Condofuri, Cosoleto, Delianuova, Ferruzzano, Fiumara, Gerace, Gioiosa Ionica, Grotteria, Laganadi, Locri, Mammola, Marina di Gioiosa Ionica, Martone, Melicuccà, Melito di Porto Salvo, Monasterace, Montebello Jonico, Motta San Giovanni, Palizzi, Pazzano, Placanica, Platì, Portigliola, Reggio di Calabria, Riace, Roccaforte del Greco, Roccella Ionica, Roghudi, Samo, San Giovanni di Gerace, San Lorenzo, San Luca, San Procopio, San Roberto, Santa Cristina d'Aspromonte, Sant'Agata del Bianco, Sant'Alessio in Aspromonte, Sant'Eufemia d'Aspromonte, Sant'Ilario dello Ionio, Santo Stefano in Aspromonte, Scido, Scilla, Siderno, Sinopoli, Staiti, Stignano, Stilo e Villa San Giovanni.
Il collegio è parte del collegio plurinominale Calabria - 01.

## Eletti
| Elezione | Elezione | Deputato             | Partito      |
| -------- | -------- | -------------------- | ------------ |
|          | 2022     | Francesco Cannizzaro | Forza Italia |

## Dati elettorali

### XIX legislatura
Come previsto dalla legge elettorale, 147 deputati sono eletti con sistema a maggioranza relativa in altrettanti collegi uninominali a turno unico.
| Candidati                                 | Candidati                      | Voti    | %     | Liste                                                | Voti    | %     |
| ----------------------------------------- | ------------------------------ | ------- | ----- | ---------------------------------------------------- | ------- | ----- |
|                                           | Francesco Cannizzaro ✔️ Eletto | 65 913  | 47,60 | Fratelli d'Italia                                    | 30 231  | 21,83 |
| Forza Italia                              | Francesco Cannizzaro ✔️ Eletto | 65 913  | 47,60 | 26 867                                               | 19,40   |       |
| Lega per Salvini Premier                  | Francesco Cannizzaro ✔️ Eletto | 65 913  | 47,60 | 6 522                                                | 4,71    |       |
| Noi moderati/Lupi - Toti - Brugnaro - UDC | Francesco Cannizzaro ✔️ Eletto | 65 913  | 47,60 | 2 293                                                | 1,66    |       |
|                                           | Domenico Donato Battaglia      | 29 060  | 20,99 | Partito Democratico-IDP                              | 23 860  | 17,23 |
| Alleanza Verdi e Sinistra                 | Domenico Donato Battaglia      | 29 060  | 20,99 | 2 453                                                | 1,77    |       |
| +Europa                                   | Domenico Donato Battaglia      | 29 060  | 20,99 | 1 807                                                | 1,30    |       |
| Impegno Civico - Centro Democratico       | Domenico Donato Battaglia      | 29 060  | 20,99 | 940                                                  | 0,68    |       |
|                                           | Fabio Foti                     | 28 224  | 20,38 | Movimento 5 Stelle                                   | 28 224  | 20,38 |
|                                           | Giovanni Latella               | 6 099   | 4,40  | Azione - Italia Viva - Calenda                       | 6 099   | 4,40  |
|                                           | Antonio Guerrieri              | 2 198   | 1,59  | Unione Popolare                                      | 2 198   | 1,59  |
|                                           | Antonino Massara               | 2 010   | 1,45  | Italexit                                             | 2 010   | 1,45  |
|                                           | Pietro Vincenzo Marcianò       | 1 864   | 1,35  | Italia Sovrana e Popolare                            | 1 864   | 1,35  |
|                                           | Norberto Natali                | 752     | 0,54  | Partito Comunista Italiano                           | 752     | 0,54  |
|                                           | Cristina Campolo               | 506     | 0,37  | Partito Animalista Italiano – UCDL – 10 Volte Meglio | 506     | 0,37  |
|                                           | Maria Teresa Femia             | 463     | 0,33  | Sud chiama Nord                                      | 463     | 0,33  |
|                                           | Rosa Canale                    | 461     | 0,33  | Alternativa per l'Italia (PdF - Exit)                | 461     | 0,33  |
|                                           | Zaira Viviana Lenzi            | 418     | 0,30  | Vita                                                 | 418     | 0,30  |
|                                           | Luigi Catalano                 | 391     | 0,28  | Noi di Centro – Europeisti                           | 391     | 0,28  |
|                                           | Carlo Fiumanò                  | 109     | 0,08  | Forza del Popolo                                     | 109     | 0,08  |
| Totale                                    | Totale                         | 138 468 | 100   |                                                      | 138 468 | 100   |
|                                           |                                |         |       |                                                      |         |       |
| Voti non validi                           | Voti non validi                | 7 347   | 5,04  |                                                      |         |       |
| Votanti                                   | Votanti                        | 145 815 | 49,40 |                                                      |         |       |
| Elettori                                  | Elettori                       | 295 188 |       |                                                      |         |       |